# Hellusier
Hellusier är varelser med mänskliga ansikten men djurs kroppar och lemmar, som enligt Publius Cornelius Tacitus antogs leva långt norrut i Europa i närheten av finnarna.
Tacitus redogör i boken Germania för de uppgifter han har lyckats få tag på om märkliga människor som klarar av att överleva i det skrämmande norra Europa som har "en frånstötande landskapsbild och ett hårt klimat". Han lokaliserar dem i närheten av finnarna, och beskriver dem på följande sätt:
| ” | Resten är redan sagolik: att hellusierna och oxionerna har människors huvuden och ansikten, (men) djurs kroppar och lemmar: Det vill jag, då det ännu är outforskat, lämna osagt. | „ |